# ФК Џубило Ивата
Џубило Ивата (јап. ジュビロ磐田) јапански је фудбалски клуб из Ивате.

## Име
- ФК Јамаха (јап. ヤマハ発動機サッカー部, 1972—1993)
- ФК Џубило Ивата (јап. ジュビロ磐田, 1994—)

## Успеси

### Национални
Првенство
- Фудбалска друга лига Јапана: 1982.
- Фудбалска прва лига Јапана (1965—1992): 1987/88.
- Фудбалска прва лига Јапана (1992—1998): 1992.
- Џеј 2 лига: 2021.
- Џеј 1 лига: 1997, 1999, 2002.

Куп
- Куп Џеј лиге: 2001.
- Царев куп: 1983, 1985, 1988, 1989, 1991, 1992, 2013.
- Суперкуп Јапана: 2000, 2003, 2004.

### Континентални
- АФК Лига шампиона: 1998/99.
- АФК Суперкуп: 1999.